# Grimmia mixta
Grimmia mixta là một loài Rêu trong họ Grimmiaceae. Loài này được Herzog mô tả khoa học đầu tiên năm 1926.